# Nik Wallenda
Nikolas Nik Wallenda (né le 24 janvier 1979) est un acrobate, funambule et artiste de haute voltige américain.
Il est surtout connu pour ses performances de haute voltige sans filet de sécurité, qui ont été largement filmées et diffusées.

## Origines
Nik Wallenda est le descendant des "Flying Wallendas", une famille d'acrobates d'origine allemande, installée aux Etats-Unis en 1928. Les Flying Wallendas se sont fait connaître pour leurs nombreux exploits réalisés sans filet, comme leur pyramide de sept hommes. Son arrière grand-père, Karl Wallenda, a mené les Flying Wallendas jusqu'à sa mort en 1978 causée par une chute alors qu'il tentait une traversée non sécurisée entre deux tours à Porto Rico. Nik Wallenda naît l'année suivante.

## Exploits
Nik Wallenda détient neuf records du monde pour diverses prouesses acrobatiques. 
Le 15 octobre 2008 à Newark, il réussit une traversée sur une corde raide à plus de 40 mètres du sol, sur une distance de 76 mètres de long, en marchant à l'aller, puis sur un vélo dont le guidon avait été retiré au retour. Près de l'arrivée, il marque une pause, le vélo reculant légèrement alors que la roue arrière commençait à se désaxer. Il reprend le contrôle et finit la traversée. Il déclare en 2013 qu'il n'a jamais été aussi proche de la catastrophe qu'à cette occasion. 
Le 4 juin 2011, il tente, avec sa mère, la même traversée que celle qui a causé la mort de son arrière grand-père Karl Wallenda en 1978 à Porto Rico. Il s'agit d'une traversée de 30 mètres de long, à 37 mètres de haut entre les deux tours du Condado Plaza Hotel à San Juan. Nik Wallenda part d'une tour, sa mère Delilah Wallenda de l'autre. A mi-chemin, ils se croisent : sa mère s'assoit sur la corde raide, Nik l'enjambe, elle se relève, et ils poursuivent chacun jusqu'à l'autre tour. 
Six jours plus tard, le 10 juin 2011, il se suspend à un trapèze relié à un hélicoptère à 76 mètres de haut, dans le Missouri. Il se tient d'abord par les deux bras, puis par un seul, puis par les jambes, puis par les dents.  
Le 15 juin 2012, il devient le premier homme à avoir marché sur une corde raide tendue entre les deux rives directement au-dessus des chutes du Niagara,, au cours d'un événement très médiatisé. Nik Wallenda était cependant assuré par un harnais de sécurité imposé par la chaîne ABC qui retransmettait l'exploit, contre sa volonté. Sa traversée, d'une distance de 550 mètres, a duré 25 minutes, et a été regardée par 38 000 spectateurs côté américain et environ 120 000 côté canadien ; le nombre de téléspectateurs étant estimé, au plus haut de l'émission, à 16 millions. 
Le 23 juin 2013, il marche au-dessus des gorges de la rivière Little Colorado à l'est du grand Canyon,, sans sécurité cette fois. La traversée est diffusée en direct sur Discovery Channel et sur Internet avec un décalage de 10 secondes afin de couper l'antenne en cas de catastrophe. Le câble est tendu à 460 mètres de haut, sur une distance de 430 mètres de long, et la traversée est réalisée en 22 minutes et 54 secondes. A une altitude record pour lui et face à des vents plus forts que prévu, on l'entend prier pendant une partie de la traversée. Le public n'avait pas accès à l'événement qui avait lieu sur un site protégé ; l'audience maximale a été évaluée à 13 millions de téléspectateurs. 

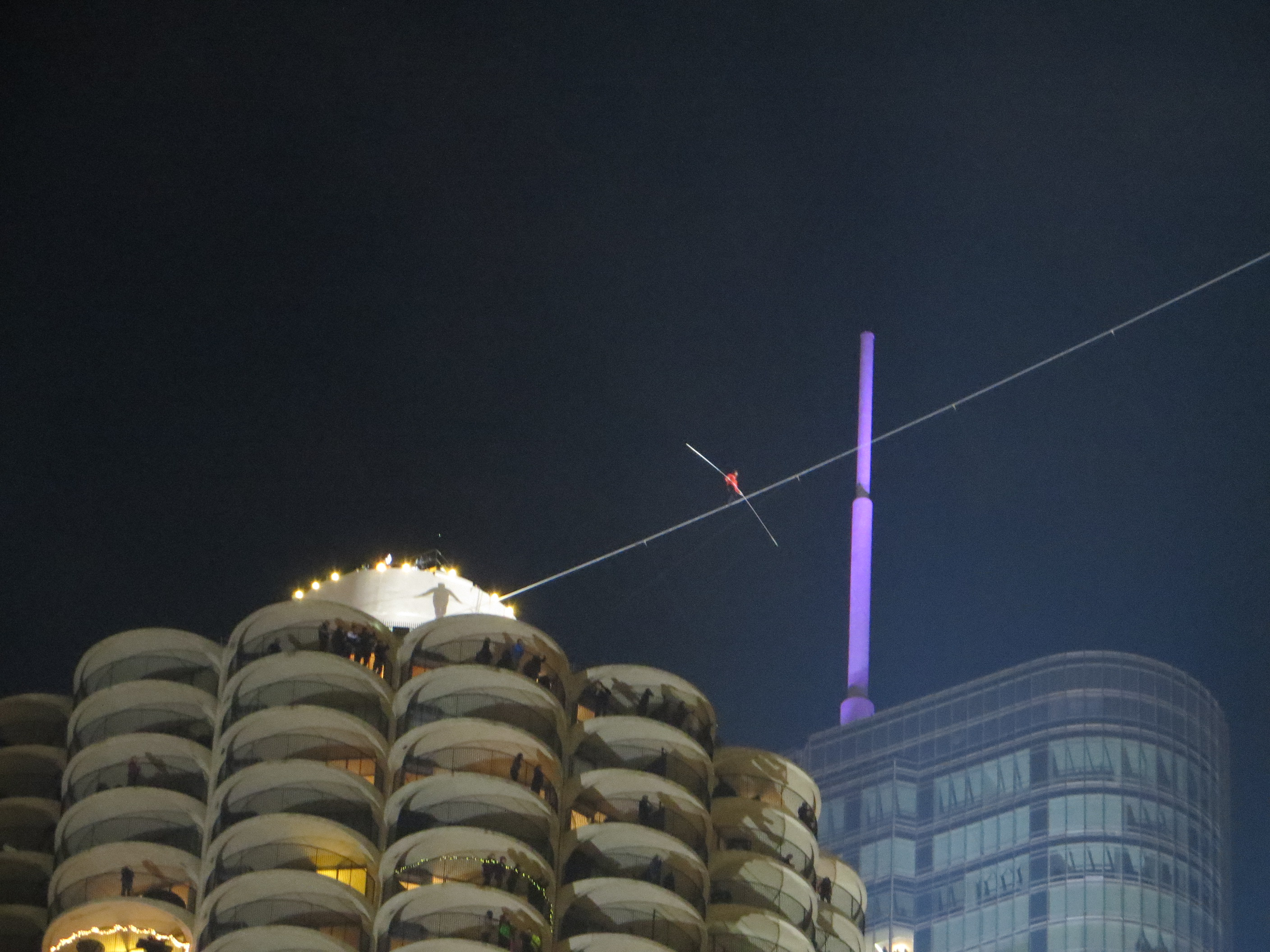
Nike lors de sa traversée entre les tours de Marina City et Leo Burnett Building à Chicago.

Le 2 novembre 2014, il parcourt 2 câbles tendus entre 3 immeubles à Chicago, les conditions étant différentes à chaque fois :  la première traversée est réalisée entre la tour ouest de Marina City (179 m) et le Leo Burnett Building (205 m), soit une distance de plus de 120 m au-dessus de la rivière Chicago avec une pente de 15 %, en 6 minutes et 52 secondes. La seconde traversée, cette fois horizontale et plus courte (1 minute 17), est effectuée les yeux bandés entre les tours jumelles Marina City. L’événement est là aussi diffusé en direct et dans le monde entier via Discovery Channel, avec une audience estimée à 6.72 millions de personnes pendant la traversée les yeux bandés.